# Italochrysa madagassa
Italochrysa madagassa är en insektsart som beskrevs av Hölzel och Ohm 1995. Italochrysa madagassa ingår i släktet Italochrysa och familjen guldögonsländor. Inga underarter finns listade i Catalogue of Life.